# Radioastronomie

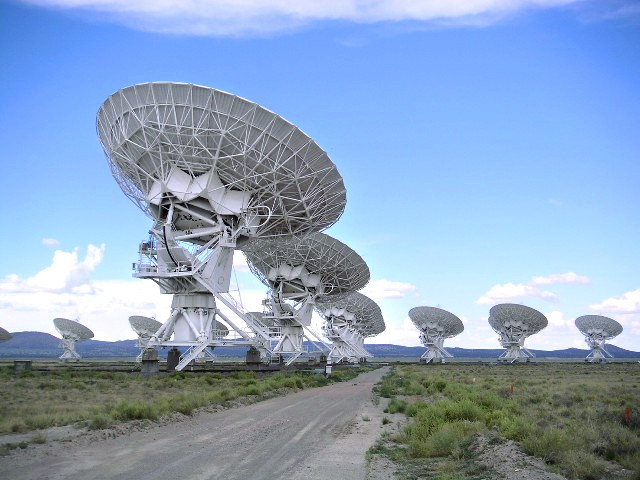
Le Very Large Array près de Socorro (Nouveau-Mexique) aux États-Unis : un interféromètre astronomique radio.

La radioastronomie est une branche de l'astronomie traitant de l'observation du ciel dans le domaine des ondes radio. C'est une science relativement jeune qui est née dans les années 1930 mais qui n'a pris son essor que dans les années 1950/1960 avec la réalisation de grands instruments (Parkes, Greenbank, Arecibo, Jodrell Bank, Westerbork et Nançay). Tout le spectre radio présente un intérêt pour l'astronomie et la cosmologie mais pour des raisons techniques les fréquences observées sont limitées à l'intervalle compris entre 1 MHz et environ 1 000 GHz. 
Les observations de ces signaux de puissance généralement faible sont très sensibles aux interférences d'origine humaine ou terrestre et sont noyés dans le bruit cosmique. Pour isoler les signaux et fournir des mesures précises, elles nécessitent la mise en œuvre d'instruments de très grande taille, les radiotélescopes, qui mobilisent de ressources à l'échelle nationale voire internationale (ALMA, LOFAR, SKA). Les signaux des radiotélescopes individuels sont souvent combinés (interférométrie). Des observatoires spatiaux sont également utilisés pour des mesures nécessitant un environnement non reproductible sur Terre (Planck,…) ou pratiquer une interférométrie à très longue base (RadioAstron).   
La radioastronomie a apporté des contributions majeures dans des domaines comme la structure de notre galaxie (via la mesure de la répartition de l'hydrogène atomique), les processus physiques au sein de notre Soleil, la composition et l'évolution des nuages de gaz interstellaires et des pouponnières d'étoiles, la structure et l'évolution des galaxies, la détermination des paramètres cosmologiques de l'univers (analyse du fond diffus cosmologique) et enfin les processus physiques à l'origine des émissions radioélectriques des plasmas, des planètes et du milieu interplanétaire de notre système solaire.   

## Histoire

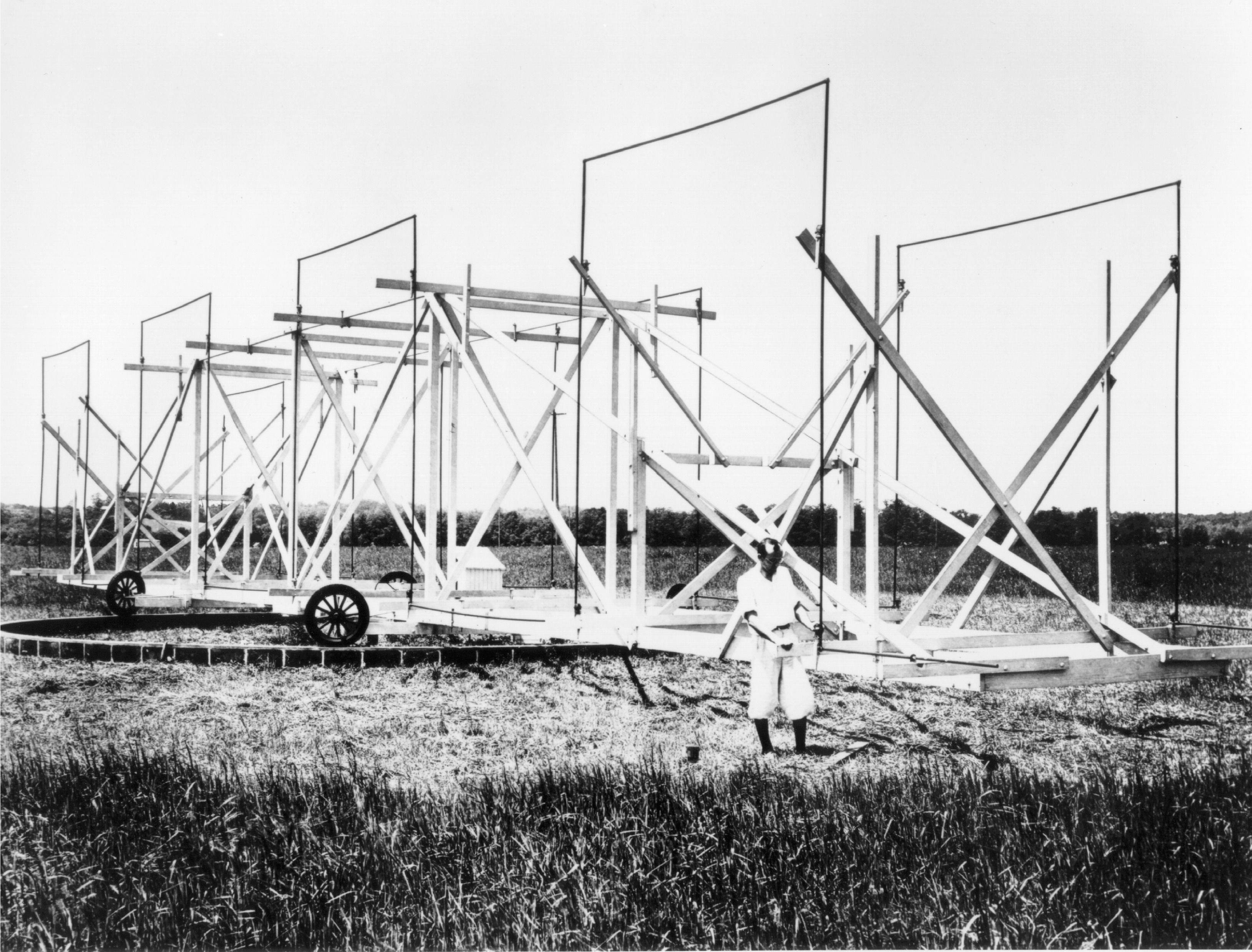
Antenne avec laquelle Jansky a détecté les ondes radio en provenance de l'espace.

L'histoire de la radioastronomie est liée à celle des radiocommunications. Les ondes radio sont découvertes par Heinrich Hertz en 1889 et, moins de 10 ans plus tard, Guglielmo Marconi met au point la télégraphie sans fil, première application pratique. Dès le début du XXe siècle, plusieurs chercheurs (Oliver Lodge, Charles Nordmann,…) tentent de détecter des ondes radio naturelles en provenance du Soleil, mais leurs expériences échouent du fait de la faible sensibilité de ceux-ci et par le fait que celles-ci se déroulent alors que l'activité solaire est à son minimum.
Les débuts de la radioastronomie découlent de la découverte accidentelle en 1933 par Karl Jansky des signaux d'origine cosmique. Cet ingénieur travaillait dans le laboratoire de recherche et de développement de la compagnie de téléphonie américaine Bell. Il observe des signaux radio qui reviennent toutes les 23 heures 56 minutes, soit un jour sidéral (durée de la rotation de la Terre). Il comprend que cette périodicité implique que ce sont les étoiles qui sont la source de ces signaux radio. Il arrive à déterminer qu'une émission radio provient du centre de la Galaxie sur la longueur d'onde de 15 mètres. Il publie en 1935 ce résultat, mais ces conclusions ne donnent lieu à aucune recherche ou observation dans le monde de la recherche ou de l'astronomie. En 1936, année du maximum solaire, de nombreux postes radio reçoivent des bruits parasites liés à l'activité solaire, mais le rapprochement n'est pas effectué. J.S. Hey, qui travaille sur la mise au point des radars, détecte en 1942 des émissions radio dans la longueur d'onde 1 mètre et remonte à leur source qui coïncide avec les taches solaires. Ces résultats ne sont publiés qu'en 1946, une fois la Seconde Guerre mondiale achevée. 
Le premier radiotélescope est construit en 1936 par l'astronome amateur Grote Reber qui durant 10 ans reste le seul à observer cette nouvelle source de données sur le cosmos. Les travaux sur les radars durant la Seconde Guerre mondiale accélèrent la mise au point des technologies qui vont être mises en œuvre par les radiotélescopes. C'est à cette époque que sont détectées les émissions du Soleil dans les longueurs d'onde 150 MHz, 3 et 10 GHz. Après la Seconde Guerre mondiale, les recherches commencent sur une plus grande échelle avec du matériel militaire recyclé (radars). En France, à partir de 1947, Yves Rocard avec deux antennes d’origine allemande de 7,5 m de diamètre crée un service d’observation dirigé par Jean-François Denisse. En 1952, il obtient les moyens pour construire un plus grand observatoire, la station de radioastronomie de Nançay (Cher), avec 32 radiotélescopes alignés, inaugurée en 1956. Plusieurs astronomes de renom ont travaillé au radiotélescope de Nançay, tels que Jean-Pierre Luminet (auteur de la première image de synthèse d'un trou noir), François Biraud ou encore Jean-Claude Ribes (directeur de l'observatoire de Lyon de 1986 à 1995).
Le 25 mars 1951, Harold Ewen et Edward Purcell détectent la raie 21 cm de l'hydrogène neutre dans la Voie lactée avec une antenne cornet.
C’est le 20 mai 1964 qu’Arno Allan Penzias et Robert Woodrow Wilson découvrent le rayonnement fossile du Big Bang, prévu par George Gamow, en essayant d'éliminer un bruit de fond dans leur équipement de transmission. 
Leurs travaux sont publiés en 1965, et le fond diffus cosmologique est officiellement découvert ; Georges Lemaître l'avait prédit dans sa théorie de l'explosion primitive ; dans son article (en français) adressé à Sir Eddington, il le définit comme l'« éclat disparu de la formation des mondes », le reliant à la théorie de l'explosion primordiale que Fred Hoyle, partisan de la théorie dite "de l’état stationnaire", avait caricaturée en la désignant par ce vocable du Big Bang qui est devenu ainsi le symbole de la théorie de l'expansion de l'Univers. La discipline de la radioastronomie prend un essor inégalé dans l'histoire de l'astronomie.
En 1967, Jocelyn Bell Burnell détecte le premier pulsar, mais c'est son directeur de thèse, Antony Hewish, qui reçoit en 1974 le prix Nobel de physique pour son apport à la radioastronomie — ce qui déclenche une controverse (en).

## Sources cosmiques d'émissions radio

Explosion stellaire vue par le radiotélescope ALMA, l'arrière plan provient d'images prises par des télescopes optiques.

Il existe plusieurs mécanismes à l'origine des émissions radio d'origine cosmique :
- Le rayonnement radio d'origine thermique est émis par tout corps ayant une température supérieure au zéro absolu en particulier par les plasmas chauds, les nuages de gaz interstellaires, les enveloppes chaudes d'étoiles et les corps solides. Le fond diffus cosmologique constitue un cas particulier de cette catégorie ;
- Le rayonnement non thermique est émis principalement par le rayonnement synchrotron produit par des électrons circulant à des vitesses relativistes (proches de celle de la lumière) dans un champ magnétique ;
- Le rayonnement en raies spectrales est produit par la transition entre les différents états d'énergie des atomes et des molécules ;
- Les odd radio circles (ORC), cercles extragalactiques de très grande dimension, invisibles en dehors des ondes radios et d'origine inconnue[3]. Cinq ORCs ont été identifiés, tous en 2021[3],[4].

Selon leurs origines les émissions radio présentent un spectre continu, c'est-à-dire s'étalant sur une bande de fréquences large, ou un spectre étroit (émissions de photons correspondant à des raies spectrales).

## Ondes radio utilisées par la radioastronomie
Les fréquences observées en radioastronomie dépendent des types de source cosmique, mais sont contraintes par les perturbations radio naturelles terrestres (ionosphère, troposphère,…) cosmiques (bruit cosmique,…) et humaines (téléphones cellulaires, émetteurs radio/télévision, radars…). Les observations depuis le sol, du fait des perturbations de l'ionosphère, ne sont techniquement réalisables sous certaines conditions qu'à partir de 1,5 MHz, mais en pratique ne sont réalisées qu'à partir des fréquences inférieures à 30 MHz. À l'autre extrémité du spectre radio, dans le domaine des ondes millimétriques et submillimétriques, les ondes sont en partie interceptées par la vapeur d'eau atmosphérique, ce qui conduit à installer (comme pour les télescopes optiques) les radiotélescopes dans des sites situés à très haute altitude (ALMA, NOEMA, JCMT). 
Les bandes spectrales utilisées en radioastronomie sont en partie protégées des perturbations d'origine humaine par des normes imposées aux constructeurs d'appareils émetteurs d'ondes radio. Ces normes sont établies par l'Union internationale des télécommunications
.
| Fréquence     | Longueur d'onde | Autre désignation                                 | Désignation internationale            | Radiosources cosmiques (exemples)                                     | Radiotélescopes (exemples)                                  | Interférences naturelles / humaines                         |
| ------------- | --------------- | ------------------------------------------------- | ------------------------------------- | --------------------------------------------------------------------- | ----------------------------------------------------------- | ----------------------------------------------------------- |
| 3-30 Hz       | 100000-10000 km |                                                   | extrêmement basse fréquence (EBF/ELF) |                                                                       | Non observables techniquement Interception par l'ionosphère | Non observables techniquement Interception par l'ionosphère |
| 30-300 Hz     | 10000-1000 km   |                                                   | super basse fréquence (SBF/SLF)       |                                                                       | Non observables techniquement Interception par l'ionosphère | Non observables techniquement Interception par l'ionosphère |
| 300-3000 Hz   | 1000-100 km     |                                                   | ultra basse fréquence (UBF/ULF)       |                                                                       | Non observables techniquement Interception par l'ionosphère | Non observables techniquement Interception par l'ionosphère |
| 3-30 kHz      | 100-10 km       | ondes myriamétriques                              | très basse fréquence (TBF/VLF)        |                                                                       | Non observables techniquement Interception par l'ionosphère | Non observables techniquement Interception par l'ionosphère |
| 30-300 kHz    | 10-1 km         | ondes kilométriques                               | basse fréquence (BF/LF)               |                                                                       | Non observables techniquement Interception par l'ionosphère | Non observables techniquement Interception par l'ionosphère |
| 300 kHz-3 MHz | 1 km-100 m      | ondes hectométriques                              | moyenne fréquence (MF/MF)             |                                                                       | Non observables techniquement Interception par l'ionosphère | Non observables techniquement Interception par l'ionosphère |
| 3 MHz-30 MHz  | 100-10 m        | ondes décamétriques ondes courtes                 | haute fréquence (HF/HF)               |                                                                       |                                                             |                                                             |
| 30-300 MHz    | 10-1 m          | ondes métriques ondes ultra courtes               | très haute fréquence (THF/VHF)        | Pulsar                                                                | LOFAR (10-240 MHz)                                          |                                                             |
| 300 MHz-3 GHz | 1 m-10 cm       | ondes décimétriques à partir de 1 GHz micro-ondes | ultra haute fréquence (UHF/UHF)       | Raie spectrale hydrogène neutre (1,42 GHz) Pulsar                     | SKA (100 MHz-25 GHz) Nançay (1-3,5 GHz)                     |                                                             |
| 3-30 GHz      | 10-1 cm         | ondes centimétriques micro-ondes                  | supra-haute fréquence (SHF/SHF)       | Pulsar                                                                | Green Bank (290 MHz-90 GHz                                  |                                                             |
| 30-300 GHz    | 1 cm-1 mm       | ondes millimétriques micro-ondes                  | extrêmement haute fréquence (EHF/EHF) | Fond diffus cosmologique (160 GHz) Raie monoxyde de carbone (115 GHz) | ALMA (30-950 GHz) NOEMA, SMA (180–418 GHz)                  | Vapeur d'eau atmosphérique                                  |
| 300-3000 GHz  | 1 mm-100 µm     | ondes submillimétriques                           | Térahertz                             | Poussière interstellaire                                              | JCMT (230–660 GHz) APEX (200-1500 GHz)                      | Vapeur d'eau atmosphérique                                  |

## Mesures effectuées
Les mesures suivantes du signal radio sont effectuées :
- Intensité du signal radio
- Fréquence
- Polarisation
- Direction (origine de l'émission radio)
- Variation temporelle du signal

Les émissions radio d'origine cosmique captées sur Terre ont généralement une puissance très faible (elles se présentent généralement sous forme d'un bruit aléatoire) à l'exception des radiosources suivantes :
- Les signaux émis par les pulsars caractérisés par une périodicité très stable
- Les scintillations interplanétaires et ionosphériques émanant de radiosources de petite taille
- Les émissions irrégulières en provenance de certaines étoiles et en particulier du Soleil
- Les variations de puissance de signaux qui peuvent s'étaler sur plusieurs mois de certaines sources comme les sursaut gamma
- Les variations associées aux signaux émis par Jupiter et son environnement

## Instrumentation
Afin d'obtenir suffisamment de signal, certaines antennes sont gigantesques, par exemple le radiotélescope d'Arecibo a un diamètre de 305 mètres.
Pour obtenir une résolution fine, on utilise des réseaux d'antennes et même des Very Large Array.
Comme pour l'astronomie optique, il existe des radioastronomes amateurs.

## Fréquences radio allouées à la radioastronomie
Les bandes dédiées à la radioastronomie ont des assignations spécifiques pour être utilisées par ce service de radioastronomie.
Ces fenêtres radio donnent accès à divers corps célestes car les répartitions des bandes protègent des brouillages d’autres services.
| Bandes ITU                | Types d’observation           |
| ------------------------- | ----------------------------- |
| 13,36 MHz à 13,41 MHz     | Soleil, Jupiter               |
| 25,55 MHz à 25,67 MHz     | Soleil, Jupiter               |
| 37,5 MHz à 38,25 MHz      | Jupiter                       |
| 73 MHz à 74,6 MHz         | Soleil                        |
| 150,05 MHz à 153 MHz      | Continuum, pulsar, Soleil     |
| 322 MHz à 328,6 MHz       | Continuum, deutérium          |
| 406,1 MHz à 410 MHz       | Continuum                     |
| 608 MHz à 614 MHz         | VLBI                          |
| 1 330 MHz à 1 400 MHz     | Raie HI red-shiftée           |
| 1 400 MHz à 1 427 MHz     | Raie HI                       |
| 1 610,6 MHz à 1 613,8 MHz | Raies OH                      |
| 1 660 MHz à 1 670 MHz     | Raies OH                      |
| 1 718,8 MHz à 1 722,2 MHz | Raies OH                      |
| 2 655 MHz à 2 700 MHz     | Continuum, HII                |
| 3 100 MHz à 3 400 MHz     | Raies CH                      |
| 4 800 MHz à 5 000 MHz     | VLBI, HII, raies H2CO et HCOH |
| 6 650 MHz à 6 675,2 MHz   | CH3OH, VLBI                   |
| 10,60 GHz à 10,70 GHz     | Quasar, raies H2CO, Continuum |
| 14,47 GHz à 14,50 GHz     | Quasar, raies H2CO, Continuum |
| 15,35 GHz à 15,40 GHz     | Quasar, raies H2CO, Continuum |
| 22,01 GHz à 22,21 GHz     | Raie H2O red-shiftée          |
| 22,21 GHz à 22,5 GHz      | Raies H2O                     |
| 22,81 GHz à 22,86 GHz     | Raies NH3, HCOOCH3            |
| 23,07 GHz à 23,12 GHz     | Raies NH3                     |
| 23,6 GHz à 24,0 GHz       | Raie NH3, Continuum           |
| 31,3 GHz à 31,8 GHz       | Continuum                     |
| 36,43 GHz à 36,5 GHz      | Raies HC3N, OH                |
| 42,5 GHz à 43,5 GHz       | Raie SiO                      |
| 47,2 GHz à 50,2 GHz       | Raies CS, H2CO, CH3OH, OCS    |
| 51,4 GHz à 59 GHz         |                               |
| 76 GHz à 116 GHz          | Continuum, raies moléculaires |
| 123 GHz à 158,5 GHz       | Raies H2CO, DCN, H2CO, CS     |
| 164 GHz à 167 GHz         | Continuum                     |
| 168 GHz à 185 GHz         | H2O, O3, multiples raies      |
| 191,8 GHz à 231,5 GHz     | Raie CO a 230.5 GHz           |
| 241 GHz à 275 GHz         | Raies C2H, HCN, HCO+          |
| 275 GHz à 1 000 GHz       | Continuum, Raies moléculaires |